# BelAZ-75710
Der BelAZ-75710 (russisch БелАЗ-75710) ist ein Großmuldenkipper des belarussischen Herstellers BelAZ. Seit er im September 2013 der Öffentlichkeit vorgestellt wurde, gilt er mit einer Nutzlast von 450 t und einer Gesamtmasse von 810 t als der schwerste in Serie gefertigte Muldenkipper der Welt.

## Antrieb
Der dieselelektrische Muldenkipper ist allradgetrieben (4×4) und bezieht seine Leistung aus zwei V16-Viertakt-Dieselmotoren des Typs DD16V4000 von MTU. Jeder Motor hat einen Hubraum von 65 Litern und ein maximales Drehmoment von 9313 Nm bei einer Drehzahl von 1500/min. Die Höchstleistung der beiden Motoren zusammen beträgt insgesamt 3.430 kW (4.664 PS) bei einer Drehzahl von 1900/min. Die Motoren haben Turbolader, Ladeluftkühler und direkte Common-Rail-Einspritzung. Das Kühlwassersystem fasst 890 l, die Druckumlaufschmierung mit Nasssumpf jeweils 269 l Öl. Zwei Generatoren mit je maximal 1704 kW erzeugen den Strom für die Elektromotoren. In jeder Achse sitzen zwei 1200-kW-Elektromotoren von Siemens mit je einem Untersetzungsgetriebe. Die beiden Kraftstofftanks haben jeweils ein Fassungsvermögen von 2800 l. Nach Herstellerangaben liegt der spezifische Verbrauch eines Dieselmotors bei 198 g Kraftstoff pro Kilowattstunde. Der Verbrauch auf 100 km wird mit 1300 l angegeben. Bei Leerfahrt wird der Kipper nur von einem der beiden Dieselmotoren angetrieben, um Treibstoff zu sparen. Die Höchstgeschwindigkeit liegt bei 64 km/h leer.

## Fahrwerk
Bei Leerfahrt ruhen 60 % des Gewichts von 360 t auf der Vorderachse. Ist das Fahrzeug beladen, tragen beide Achsen jeweils die Hälfte. Wegen der hohen Lasten sind Vorder- und Hinterachse an jeder Seite doppelt bereift. Die acht schlauchlosen Reifen (59/80 R63) stellt Bridgestone her. Sie haben einen Durchmesser von über 4 m und wiegen jeweils ca. 5,3 t.
Der Wendekreis misst 45 m. Beide Achsen sind über eine Schwenkachslenkung (Drehschemellenkung) lenkbar. Die Federung arbeitet hydropneumatisch, an beiden Achsen gibt es Stabilisatoren. Die Bremse wirkt hydraulisch auf Bremsscheiben an den Motorwellen, außerdem kann mit den Fahrmotoren elektrisch gebremst werden. Dafür sind gebläsegekühlte Bremswiderstände vorgesehen.

## Karosserie und Ladefläche

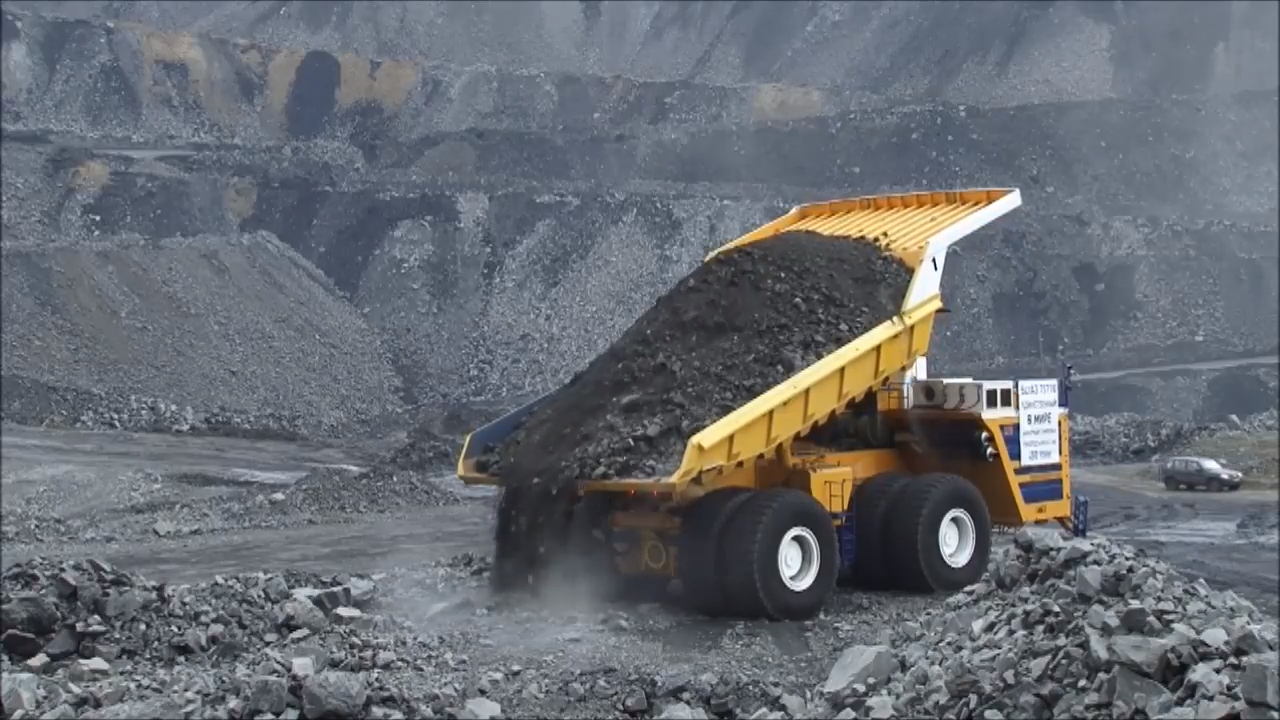
Beim Abkippen

Der Muldenkipper ist 20,6 m lang, 9,75 m breit und 8,17 m hoch; Der Radstand beträgt 8 m. Das nach ISO 3471 gegen herabfallende Gegenstände gesicherte Führerhaus über dem Motorraum ist über eine Leiter und eine Treppe vorn am Fahrzeug erreichbar. Die Kippmulde fasst 157,5 m³ (gehäuft bis zu 269,5 m³) und kann in 26 Sekunden mit zwei Hydraulikkolben aus der Waagerechten in die Kippstellung gebracht werden.

## Einsatz
Der Muldenkipper ist für die Beförderung großer Abbaumengen in tiefen Tagebauen mit schwierigen Bedingungen konzipiert. Er kann bei Temperaturen von −50 °C bis +50 °C eingesetzt werden. Die ersten drei Muldenkipper wurden an die im russischen Kemerowo ansässige Holding Sibirski delowoi sojus geliefert und werden im Kohletagebau Tschernigowez bei Berjosowski eingesetzt. Der erste Lkw erreichte seinen Einsatzort im März 2014. Für die 2015 angelaufene Serienproduktion investierte BelAZ 644 Mio. Euro, um die Produktionskapazitäten für Großmuldenkipper auszubauen.

## Rekorde

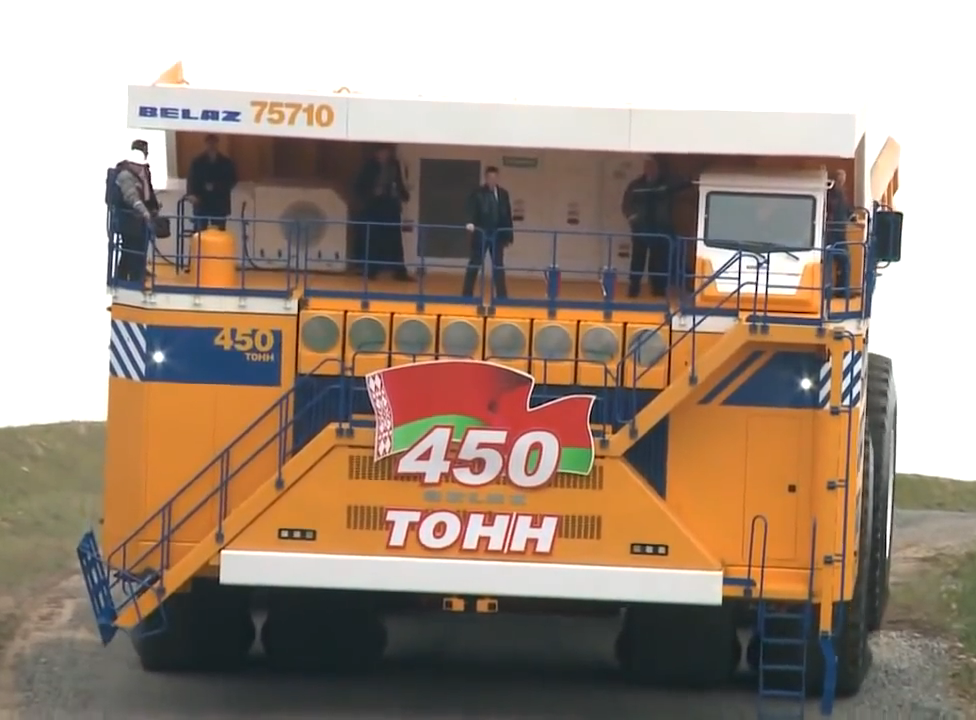
Frontbild mit mehreren Personen

Der BelAZ-75710 ist länger als der Terex 33-19 „Titan“ und damit der längste Muldenkipper der Welt. Die bisher größten Muldenkipper verschiedener Hersteller können eine maximale Nutzlast von 400 t befördern. Diese Marke überbietet der BelAZ-75710, der im Einsatz bis zu 450 t Nutzlast transportieren kann. Bei einem Versuchsaufbau im Januar 2014 soll der Kipper eine Last von 503,5 t befördert haben.